# Spiroctenus sagittarius
Spiroctenus sagittarius là một loài nhện trong họ Nemesiidae.
Spiroctenus sagittarius được miêu tả năm 1902 bởi Purcell.